# Swords of Legends
Swords of Legends (chino tradicional: 古劍奇譚, chino simple: 古劍奇譚), es una serie de televisión china transmitida del 2 de julio del 2014 hasta el 25 de septiembre del 2014 por medio de la cadena Hunan TV.
La serie está basada en el videojuego Gu Jian Qi Tan desarrollado por Shanghai Aurogon.

## Sinopsis
Ambientada en la Dinastía Tang, un niño llamado Han Yunxi, es infectado por el aura de una antigua espada demoníaca conocida como la "Espada de la Soledad Ardiente" (en inglés: "Sword of Burning Solitude"). Después de que su tribu es completamente asesinada, la deidad de la espada Yinzhen lo lleva a You Du donde conoce a Feng Qingxue, quien le salvó la vida. 
Qingxue, es parte del Orden Inmortal en You Du, el cual es gobernado por la Diosa Nuwa, quien se asegura de que todas las espadas mágicas antiguas estén debidamente selladas del reino mortal.
En un intento por volver a sellar la antigua espada demoníaca, la gente de You Du, casi mata a Yunxi, cuya fuerza vital está atada a la espada. En un intento por garantizar su seguridad, la deidad de la espada Ziyin lo leva a Tian Yong Cheng, donde Yunxi se cambia el nombre a Baili Tusu y comienza su entrenamiento como un experto en la espada junto a su mejor amigo Ling Yue, a quien trata como a un hermano.
Años más tarde, mientras matada a demonios, Tusu se encuentra con Ouyang Shaogong, quien se encuentra en una búsqueda para encontrar el adorno de jade que lo ayudará a crear un elixir de resurrección que quiere usar para revivir a su amante, la Princesa Xunfang, quien había muerto en una inundación; a ellos se les unen: Qingxue, quien dejó You Du para buscar a Yunxi y a su hermano Feng Guangmo, quien había desaparecido once años atrás después de la masacre de los ciudadanos del valle de Wu Meng, Fang Lansheng, un joven maestro que busca escapar de un matrimonio arreglado y Xiang Ling, una joven mitad humana mitad zorro que está buscando a sus padres.
Eventualmente, Shao Gong logra hacer el elixir de la resurrección, pero la usan para revivir a la madre de Tusu, sin embargo en ese momento Tusu descubre que en realidad Shao Gong había puesto en peligro a su madre en secreto, ya que pretendía usar el adorno de jade para controlarlo y así usarlo para ayudarlo en sus planes de gobernar el mundo.

## Reparto

### Personajes principales
| Actor                    | Personaje                  | Nº de episodios | Notas |
| ------------------------ | -------------------------- | --------------- | --- |
| Li Yifeng Huang Tian Qi  | Baili Tusu Han Yunxi       | 50              | Han Yunxi: es el hijo del chamán del valle de Wu Meng. Después de que toda su tribu es masacrada, el aura de la Espada de la Soledad Ardiente (en inglés: "Sword of Burning Solitude") fue insertada en él para salvarle la vida, incluyendo la mitad del alma celestial del Príncipe Heredero Changqin. Poco después es enviado a la ciudad de Tian Yong, donde lo entrenan como un espadachín inmortal bajo el nombre de "Bali Tusu". Diez años después de un incidente en el que es acusado falsamente de matar a uno de sus compañeros discípulos, decide dejar la ciudad de Tian Yong para buscar al asesino que mató a su familia y que destruyó su aldea, comenzando así su viaje. En el camino se encuentra con Qingxue de quien se enamora. |
| Yang Mi                  | Feng Qingxue               | 50              | Es la futura chamán en jefe de You Du y comparte el destino de sellar el aura malvada de la Espada Ardiente. Con el objetivo de buscar a su hermano perdido, Qingxue viaja al mundo mortal, ahí conoce y se enamora de Tusu, un hombre a quien una vez salvó cuando eran jóvenes. |
| Qiao Zhenyu              | Ouyang Shao Gong           | -               | Es un mayor del clan Qing Yun, que se especializa en la curación y medicina, quien posee sólo la mitad del alma celestial del Príncipe Heredero Changqin, por lo que deambula sin rumbo por el mundo mortal durante siglos, hasta que conoce a Xun Fang, la Princesa de Peng Lai. Sin embargo, los dos se separan cuando una inundación destruye Peng Lau, habiendo perdido a su verdadero y único amor, Shao Gong no se detiene ante nada para obtener lo que quiere para poder vengarse del Cielo, a quien culpa de la muerte de Xu Fang. |
| Gillian Chung            | Xun Fang Jin Niang         | -               | Xun Fang: es la bella Princesa de Peng Lai, quien después de ser salvada por Shao Gong de una manada de lobos, los dos se enamoran. Sin embargo pronto su cabello se vuelve blanco como resultado de usar demasiada energía interna, mientras que su rostro queda destruido a causa del desastre celestial (en inglés: "Heavenly Disaster") y su voz se vuelve ronca y áspera. Con el fin de preservar su aspecto juvenil y su belleza inmutable en la memoria de Shao Gong, Xun Fang, se hace pasar por "Ji Tong" y se queda a su lado como su cuidadora. Jin Niang: es una joven que transforma su apariencia para parecerse a Xun Fang, con el fin de obtener el afecto y amor de Shao Gong.                                                      |
| Ma Tianyu Chen Hong Jin  | Fang Lansheng Jin Lei      | -               | Fang Lansheng: es el hijo adoptivo de la familia Fang, un hombre que aspira a convertirse en un luchador de la espada inmortal y cuya verdadera identidad es la de ser el hermano menor de Ling Yue, de quien fue separado cuando eran jóvenes. Para poder escapar de su matrimonio arreglado con Sun Yueyan, decide abandonar Qin Chuan y unirse a Baili Tusu en su viaje. Está enamorado de Xiang Ling, pero eventualmente decide alejarse de ella, al darse cuenta de sus responsabilidades tras la muerte de su hermana Fang Ruqin. Jin Lei: es la reencarnación anterior de Fang. |
| Zheng Shuang             | Xiang Ling                 | -               | Es una joven mitad demonio zorro y mitad humana, quien es salvada por Baili Tusu cuando era joven, con el objetivo de devolverle el favor decide seguirlo en sus aventuras como forma de agradecimiento, mientras busca a sus padres perdidos. |
| William Chan Zhang Yijie | Ling Yue                   | -               | Es el discípulo principal y el futuro líder de la Secta Tian Yong, conocido por su valentía y rectitud. Después de perder a su hermano menor Fang Lansheng, luego de ser separados cuando eran jóvenes, Ling Yue trata a Baili Tusu como su verdadero hermano y lo protege ante todo. |
| Vengo Gao                | Yin Qianshang Feng Guangmo | -               | Feng Guangmo: es el hermano de Feng Qingxue y el chamán de You Du, así como el responsable de sellar la Espada Ardiente. Después de perder la memoria debido a un tipo de medicamento que Shao Gong le da después de haberlo salvado, cambia su nombre a "Yin Qianshang". Finalmente cuando descubre la verdadera naturaleza de Gong, hace todo lo posible para detener sus planes malvados. |

### Personajes secundarios

#### Gente de la Ciudad Tian Yong
| Actor            | Personaje           | Nº de episodios | Notas |
| ---------------- | ------------------- | --------------- | --- |
| Ken Chang        | Deidad Espada Ziyin | -               | Es un espadachín inmortal y el maestro de Baili Tusu y Ling Yue.                                                                                      |
| Chen Zihan       | Hong Yu             | -               | Es una espíritu espada bajo el liderazgo del inmortal Ziyin, quien está a cargo de proteger la Espada Ardiente. Está enamorada en secreto de Ziyin.   |
| Dilraba Dilmurat | Fu Qu               | -               | Es la hija de Hansu así como la mejor amiga de Baili Tusu. Está enamorada de Ling Yue.                                                                |
| Zong Fengyan     | Deidad Espada Hansu | -               | Es el líder de la Secta Tian Yong y el padre de Fu Qu.                                                                                                |
| Ying Haoming     | Ling Duan           | -               | Es el segundo discípulo de la secta Tian Yong. Está enamorado de Fu Qu, pero ella no le corresponde. Odia a Baili Tusu y lo trata como a un monstruo. |
| Cai Zhentao      | Ling Chuan          | -               | |
| Dai Zixiang      | Zhao Lin            | -               | |

#### Gente de You Du / Wu Meng Valley
| Actor           | Personaje     | Nº de episodios | Notas                                                                                                  |
| --------------- | ------------- | --------------- | --- |
| Li Xiaolu       | Han Xiuning   | -               | Es la madre biológica de Tusu y la chamán en jefe de Wu Meng Valley.                                   |
| Liu Fang        | Abuela You Du | -               | Es la chamán de You Du.                                                                                |
| Shen Baoping    | -             | -               | Es el jefe de You Du.                                                                                  |
| Yang Chengcheng | Huan Huan     | -               | Es la asistente de Qingxue.                                                                            |
| Yu Zikuan       | Abuelo Qiu    | -               | |
| Liu Tingyu      | Diosa Nuwa    | -               | Es la encargada de que todas las espadas mágicas antiguas estén debidamente selladas del reino mortal. |

#### Gente de River Qin
| Actor        | Personaje            | Nº de episodios | Notas |
| ------------ | -------------------- | --------------- | --- |
| Zhang Meng   | Fang Ruqin           | -               | Es la hermana de Fan Lansheng y la jefa de la familia Fang. Está enamorada de Shao Gong desde que eran niños, pero él no le corresponde.                                                                        |
| Fan Cai'er   | Ji Tong              | -               | Es Xun Fang disfrazada, se queda a lado de Shao Gong y lo cuida como si fuera parte de su familia. |
| Zhang Na     | Sun Yueyan He Wenjun | -               | Sun Yueyan: es una mujer obsesionada con casarse con Fan Lansheng, a pesar de que él no la ama. He Wenjun: es la reencarnación anterior de Sun Yueyan, una discípula de la secta Bishan y la amante de Jin Lei. |
| Ji Yang      | Cha Xiaoguai         | -               | Es un demonio del mar que se disfraza de un experto servidor de té. |
| Jin Yiru     | Fang Qin'er          | -               | Es la hija de Fang Lansheng y Sun Yueyan. Lansheng la nombra en honor a su hermana, Fang Ruqin para recordarla.                                                                                                 |
| Wang Jing    | Feo Li Pan'an        | -               | |
| Li Ruichao   | Atractivo Li Pan'an  | -               | |
| Tong Tong    | Sun Nainiang         | -               | Es la cuidadora de Sun Yueyan. |
| Ma Dalu      | Tío Wu               | -               | |
| Shen Jianing | Yu'er                | -               | |
| Zheng Yechen | Wang Cai             | -               | Es la cuidadora de Lan Sheng. |

#### Gente del Clan Qing Yun
| Actor       | Personaje        | Nº de episodios | Notas |
| ----------- | ---------------- | --------------- | --- |
| Li Yaojing  | Lei Yan          | -               | Es el jefe del clan Qing Yun, un hombre que aspira a alcanzar la inmortalidad y apoderarse del mundo wuxia, por lo que intenta manipular a Shao Gong para que lo ayude a alcanzar sus objetivos.                                               |
| Wang Yimiao | Su Yin Jin Niang | -               | Es la subordinada de Lei Yan, quien es enviada para espiar para Shao Gong. Con el objetivo de obtener los afectos de Gong, se transforma y cambia su apariencia para parecerse a la Princesa de Peng Lai, Xun Fang, el verdadero amor de Gong. |
| Lee Xindong | Yuan Wu          | -               | Es uno de los subordinados de Lei Yan. |

### Apariciones especiales
| Actor        | Personaje                   | Nº de episodios | Notas |
| ------------ | --------------------------- | --------------- | --- |
| Qin Junjie   | Príncipe Heredero Chang Qin | -               | |
| Wei Wei      | Serpiente Qian Yu           | -               | |
| Hao Zejia    | Hua Shang                   | -               | Es la jefe de Huan Man Lou y la amante de Qianshang.                                                                         |
| Leon Zhang   | Hei Yao                     | -               | Es un demonio gato negro que trabaja para la secta Qing Yun. Después de ser alimentado por Feng Qingxue, se enamora de ella. |
| Yue Yaoli    | Ye Wenxian                  | -               | Es el jefe de Zi Bi Pavilion, que destruyó la secta Bishan.                                                                  |
| Qi Wei       | Ye Chenxiang                | -               | Es la hija de Ye Wenxian y la prometida de Jin Lei.                                                                          |
| Ma Wenlong   | Luo Yunping                 | -               | Es un demonio planta que posee el Heng Yu Jade y renació como humano.                                                        |
| Yu Yuang     | Yan Mei                     | -               | Es un demonio de ganado. |
| Tian Zhenwai | Xiang Tianxiao              | -               | Es un marinero en la ciudad Qin Long que lleva a Baili Tusu a Mt. Yao.                                                       |
| Lu Xianlin   | Zhuo Yunfei                 | -               | También conocido como "Yin Sha", es un asesino bajo el mano de Xie Luwei.                                                    |
| Jia Qing     | Chou Xinrui                 | -               | Es la amante de Zhuo Yunfei.                                                                                                 |
| Xi Xue       | Xie Luwei                   | -               | Es el líder de una organización humana de secuestro.                                                                         |
| Wang Weiyang | Xiang Moyang                | -               | Es el padre zorro de nueve colas de Xiang Ling y el anterior Jefe del Reino de Qing Qiu.                                     |
| Zhang Xi     | Jiang Li                    | -               | Es la madre humana de Xiang Ling y esposa de Xiang Moyang.                                                                   |
| Ren Xuehai   | -                           | -               | Es el Jefe de Tie Zhu Hall.                                                                                                  |
| Hei Zi       | Emperador Qin Shi Huang     | -               | |
| Zhao Wenhao  | Er Gou Zi                   | -               | Es un niño mortal al que el Demonio Logo atrapó para recuperar su poder.                                                     |
| Zhao Chulun  | inmortal Jiao               | -               | |
| Qiu Lufan    | Demonio de Piedra           | -               | |
| Ren Han      | Demonio Pulpo               | -               | |

## Episodios
La primera temporada de la serie estuvo conformada por 50 episodios, los cuales fueron emitidos todos los miércoles y jueves a las 22:00.

### Secuela
La serie tuvo una segunda temporada titulada "Swords of Legends 2" la cual estuvo basada en el videojuego "Gu Jian Qi Tan 2".
Fue protagonizada por Fu Xinbo, Ying Er y Aarif Rahman, y se emitió del 12 de julio del 2018 hasta el 16 de agosto del mismo año. 
La serie estuvo conformada por 52 episodios, los cuales fueron emitidos todos los jueves a través de Youku.

## Música
El soundtrack de la serie estuvo conformada por 7 canciones:
Las músicas de inicio fueron "Sword of Heart" interpretada por Jason Zhang y Lover's Song" de Anson Hu, mientras que la música de cierre fue "Distance" de Yu Kewei.
| No. | Artista      | Canción                              | Escritores | Notas              |
| --- | ------------ | ------------------------------------ | ---------- | ------------------ |
| 1   | Jason Zhang  | "Sword of Heart" (剑心)              | -          | (música de inicio) |
| 2   | Anson Hu     | "Lover's Song" (恋人歌歌)            | -          | (música de inicio) |
| 3   | Yu Kewei     | "Distance"                           | -          | (música de cierre) |
| 4   | Li Yifeng    | "Sword of Heart" (剑心)              | -          |                    |
| 5   | Li Yifeng    | "Sword Wound" (剑伤)                 | -          |                    |
| 6   | Jeff Zhang   | "Loving You is not Wrong" (爱你没错) | -          |                    |
| 7   | William Chan | "Peers" (两同行)                     | -          |                    |

## Premios y nominaciones
En enero de 2021los " Huading Awards" anunció que revocaría el premio Audience's Favorite Actress de la actriz Zheng Shuang el cual había ganado durante los premios 13th Huading Awards en 2014 por su trabajo en la serie "Swords of Legends" debido a su escándalo.
| Año  | Categoría                           | Premio                           | Nominado (a)      | Resultado |
| ---- | ----------------------------------- | -------------------------------- | ----------------- | --------- |
| 2014 | Most Commercially Valuable Actor    | 6th China TV Drama Award         | Li Yifeng         | Ganó      |
| 2014 | Most Popular Actor (Mainland China) | 6th China TV Drama Award         | Li Yifeng         | Ganó      |
| 2014 | Most Popular All-Rounded Artist     | 6th China TV Drama Award         | William Chan      | Ganó      |
| 2014 | Most Anticipated Actor by the Media | 6th China TV Drama Award         | William Chan      | Ganó      |
| 2014 | Best Original Soundtrack            | 6th China TV Drama Award         | "Sword of Heart"  | Ganó      |
| 2014 | Most Popular Television Series      | 6th China TV Drama Award         | Swords of Legends | Ganó      |
| 2014 | Most Popular Actor                  | iQiyi All-Star Carnival          | William Chan      | Ganó      |
| 2014 | Most Popular Actor                  | iQiyi All-Star Carnival          | Li Yifeng         | Ganó      |
| 2014 | Best Actor (Ancient)                | 17th Huading Award               | Li Yifeng         | Nominado  |
| 2014 | Best Actress                        | 17th Huading Award               | Yang Mi           | Nominada  |
| 2014 | Jury Special Prize                  | 13th Sichuan Television Festival | -                 | Nominado  |

## Producción
La historia original fue creada por Shao Yun y está basada en el videojuego Gu Jian Qi Tan desarrollado por Shanghai Aurogon.
Fue dirigida por Liang Shengquan (梁胜权) y Huang Junwen (黄俊文), y escrita por Shao Sihan (邵思涵) y Zhu Feng (逐风)
La serie también contó con los compositores Lo Chiyi y Zhou Zihua; el rodaje de la serie inició el 2 de julio del 2013.
Contó con el apoyo de las compañías productoras "Huanrui Century Pictures", "Enlight Media" y "CIVTC", y fue emitida a través de Hunan Television.
En 2021 la serie fue sacada completamente de todas las plataformas de China, debido al escándalo de la actriz Zheng Shuang. Esto debido a las nuevas reglas del gobierno Chino en contra de los artistas con escándalos, las guerras de fanáticos tóxicos y los casos de desperdicio de alimentos relacionado con los reality shows.

### Popularidad
El drama fue un gran éxito, superando los índices de audiencia  alcanzando el punto máximo en el mercado. También fue el drama más visto en la línea durante el momento de su transmisión.

### Transmisión internacional
La serie también fue emitida a través de Viki con el nombre de "Ancient Sword".